# المطحاب (المضاربة والعارة)

تعديل مصدري - تعديل

المطحاب هي إحدى قرى عزلة العارة بمديرية المضاربة والعارة التابعة لمحافظة لحج في اليمن، بلغ تعداد سكانها 28 نسمة حسب تعداد اليمن لعام 2004.